# Рабиша
Рабиша (болг. Рабиша) — село в Болгарии. Находится в Видинской области, входит в общину Белоградчик. Население составляет 296 человек.

## Достопримечательности
Недалеко от села расположена одна из самых живописных болгарских пещер — Магура, известная уникальными для Балкан образцами первобытной настенной живописи, представляющими собой, по мнению болгарских исследователей, древнейший в Европе неолитический календарь.

## Политическая ситуация
В местном кметстве Рабиша, в состав которого входит Рабиша, должность кмета (старосты) исполняет Милчо Илиев Иванов (независимый) по результатам выборов правления кметства.
Кмет (мэр) общины Белоградчик — Емил Евгениев Цанков (независимый) по результатам выборов в правление общины.